# Волфсбург-Ункерода
Волфсбург-Ункерода (њем. Wolfsburg-Unkeroda) општина је у њемачкој савезној држави Тирингија. Једно је од 61 општинског средишта округа Вартбург. Према процјени из 2010. у општини је живјело 758 становника. Посједује регионалну шифру (AGS) 16063089.

## Географски и демографски подаци
Волфсбург-Ункерода се налази у савезној држави Тирингија у округу Вартбург. Општина се налази на надморској висини од 303 метра. Површина општине износи 9,0 km². У самом мјесту је, према процјени из 2010. године, живјело 758 становника. Просјечна густина становништва износи 84 становника/km².

## Међународна сарадња
| Мјесто | Држава    | Врста сарадње | Од    |
| ------ | --------- | ------------- | ----- |
|        | Француска | партнерство   | 1991. |
| Извор  |           |               |       |